# Crocidura zimmermanni
Crocidura zimmermanni (білозубка критська) є одним з видів ссавців, в родині мідицеві.

## Поширення
Це ендемік острова Крит (Греція), де живе в центральних горах на висотах від 1150 до 1400 м. Тим не менш, погадки сов зібрані на від 140 до 830 м, які містять залишки цього виду, вказуючи, що він також може проживати при більш низьких висотах.

## Загрози та охорона
Введення C. suaveolens від 2500 до 1500 до н.е. можливо, сприяло зменшенню ареалу даного виду. 